# Home for Christmas (Hall & Oates)
Home for Christmas è il diciannovesimo album del duo Hall & Oates, pubblicato nel 2006.
È una raccolta di canzoni tradizionali natalizie, con qualche inedito. I proventi delle vendite erano destinati in beneficenza.

## Tracce
1. Overture/The First Noel (Rob Mathes) - 6:50
2. It Came Upon a Midnight Clear - 4:16
3. No Child Should Ever Cry on Christmas (John Oates) - 4:03
4. Everyday will be Like a Holiday (William Bell, Booker T. Jones) - 4:38
5. Home for Christmas (Greg Bieck, Daryl Hall, Tom Wolk) - 5:09
6. Christmas Must be Tonight (Robbie Robertson) - 4:26
7. Children, Go Where I Send Thee - 4:29
8. Mary Had a Baby - 5:03
9. The Christmas Song (Mel Tormé, Robert Wells) - 4:23
10. Jingle Bell Rock (Joe Beal, Jim Boothe) - 2:09
11. O Holy Night - 5:27